# ビッグ・ビッゲール・ビッゲスト
ビッグ・ビッゲール・ビッゲスト（Big, Bigger, Biggest）は、ナショナルジオグラフィックチャンネルの番組である。

## 番組1
- 超高層建築物 (Skyscraper) -
- 航空母艦 (Aircraft Carrier)
- 橋 (Bridge)
- 空港 (Airport)

## 番組2
- トンネル (Tunnel)
- 潜水艦 (Submarine)
- 飛行機 (Aircraft)
- 石油プラットフォーム  (Oil platform)
- 観覧車  (Ferris Wheel)
- 宇宙ステーション (Space Station)
- ダム  (Dam)
- クルーズ船  (Cruise Liner)
- ドーム  (Dome)
- 望遠鏡 (Dome)

## 番組3
- 運河 (Canal)
- 砕氷船 (Icebreaker)
- 地下鉄 (Metro)
- 刑務所 (Prison)
- 塔 (Tower)
- 機関車  (Train)